# Saison 2015 de l'équipe cycliste MTN-Qhubeka
La saison 2015 de l'équipe cycliste MTN-Qhubeka est la dix-neuvième de cette équipe depuis sa création en 1997, et la troisième avec le statut d'équipe continentale professionnelle. Elle est dirigée par son fondateur, Douglas Ryder.

## Préparation de la saison 2015

### Sponsors et financement de l'équipe
La société de télécommunication sud-africaine MTN Group est le sponsor principal de l'équipe depuis 2007. En juillet, MTN annonce mettre fin à son engagement à l'issue de cette saison 2015. Bien que figurant dans le nom de l'équipe, la fondation Qhubeka ne finance pas cette dernière. Elle bénéficie de l'exposition de l'équipe pour faire connaître son action. Les sociétés Samsung et Dimension Data sont également sponsors de l'équipe.
Cervélo est le nouveau fournisseur de cycles de l'équipe. Castelli conçoit et fournit les maillots.

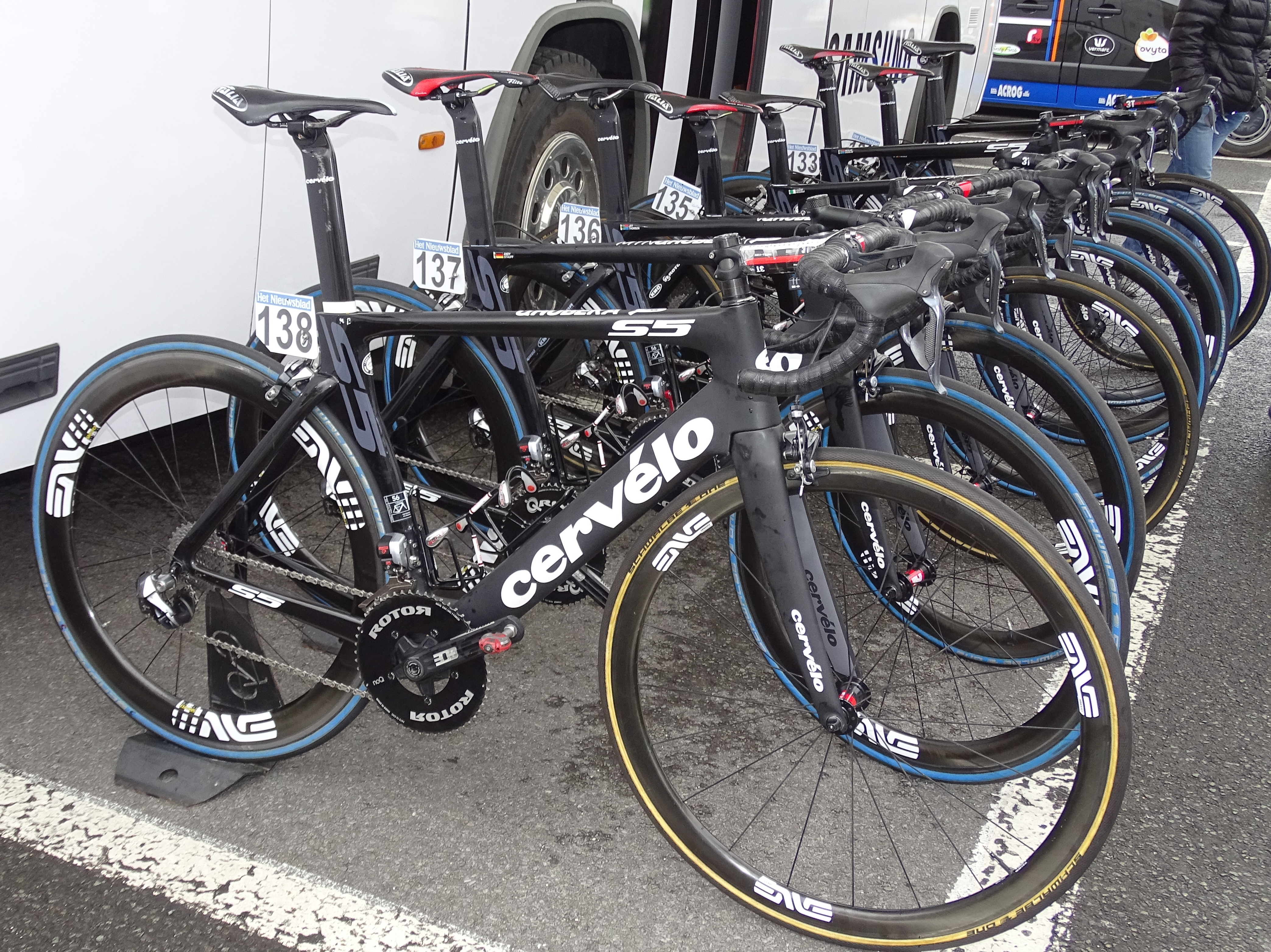
Vélos Cervélo lors des Trois jours de La Panne.

### Arrivées et départs
| Arrivées                    | Équipe 2014             |
| --------------------------- | ----------------------- |
| Natnael Berhane             | Europcar                |
| Edvald Boasson Hagen        | Sky                     |
| Theo Bos                    | Belkin                  |
| Matthew Brammeier           | Synergy Baku Project    |
| Steve Cummings              | BMC Racing              |
| Tyler Farrar                | Garmin-Sharp            |
| Matthew Goss                | Orica-GreenEDGE         |
| Reinardt Janse van Rensburg | Giant-Shimano           |
| Serge Pauwels               | Omega Pharma-Quick Step |

| Départs             | Équipe 2015            |
| ------------------- | ---------------------- |
| Fregalsi Debesay    |                        |
| Linus Gerdemann     | Cult Energy            |
| Tsgabu Grmay        | Lampre-Merida          |
| Ignatas Konovalovas | Marseille 13 KTM       |
| Sergio Pardilla     | Caja Rural-Seguros RGA |
| Bradley Potgieter   | Europcar SA            |
| Martin Reimer       | LKT Brandenburg        |
| Dennis van Niekerk  |                        |
| Martin Wesemann     |                        |

## Déroulement de la saison

### Tour de France
Pour sa première participation au Tour de France, l'équipe MTN-Qhubeka sélectionne neuf coureurs : le sprinteur Tyler Farrar, avec un rôle de capitaine de course, Edvald Boasson Hagen et Reinardt Janse van Rensburg qui, comme Farrar, visent les étapes de plaine, Steve Cummings, dont le principal objectif est le prologue, et un groupe de cinq coureurs pour la montagne, composé de Louis Meintjes, Merhawi Kudus, Jacques Janse van Rensburg, Daniel Teklehaimanot et Serge Pauwels. Jacques et Reinardt Janse van Rensburg, Louis Meintjes, Daniel Teklehaimanot et Merhawi Kudus disputent leur premier Tour de France. Ces deux derniers sont en outre les premiers Érythréens à prendre part à cette course.

## Coureurs et encadrement technique

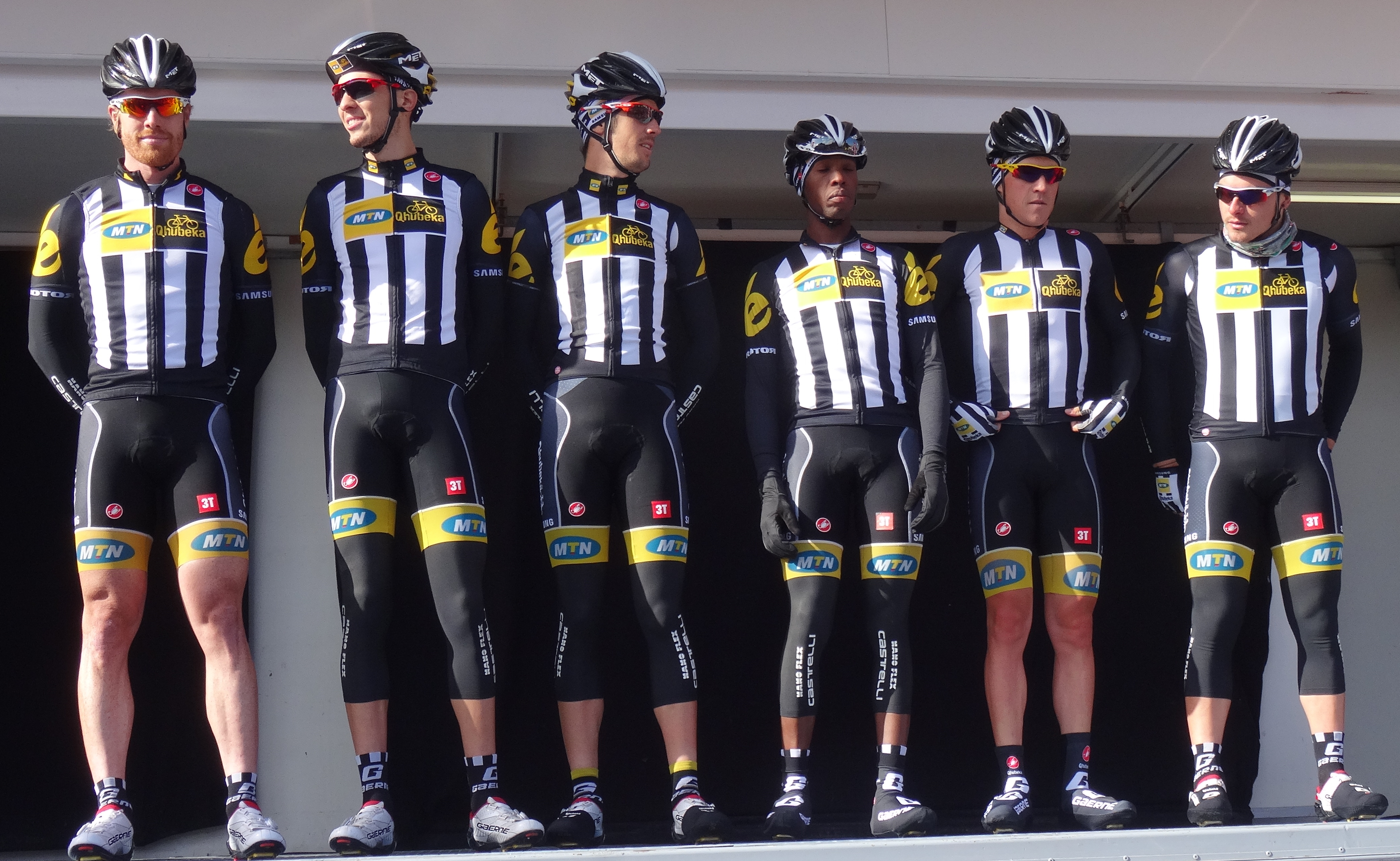
L'équipe lors du départ du Samyn 2015 à Quaregnon.

### Effectif
| Cycliste                    | Date de naissance | Nationalité    | Équipe 2014             |  |
| --------------------------- | ----------------- | -------------- | ----------------------- |  |
| Natnael Berhane             | 5 janvier 1991    | Érythrée       | Europcar                |  |
| Edvald Boasson Hagen        | 17 mai 1987       | Norvège        | Sky                     |  |
| Theo Bos                    | 22 août 1983      | Pays-Bas       | Belkin                  |  |
| Matthew Brammeier           | 7 juin 1985       | Irlande        | Synergy Baku Project    |  |
| Gerald Ciolek               | 19 septembre 1986 | Allemagne      | MTN-Qhubeka             |  |
| Steve Cummings              | 19 mars 1981      | Royaume-Uni    | BMC Racing              |  |
| Nicolas Dougall             | 21 novembre 1992  | Afrique du Sud | MTN-Qhubeka             |  |
| Tyler Farrar                | 2 juin 1984       | États-Unis     | Garmin-Sharp            |  |
| Matthew Goss                | 5 novembre 1986   | Australie      | Orica-GreenEDGE         |  |
| Jacques Janse van Rensburg  | 6 septembre 1987  | Afrique du Sud | MTN-Qhubeka             |  |
| Reinardt Janse van Rensburg | 3 février 1989    | Afrique du Sud | Giant-Shimano           |  |
| Songezo Jim                 | 17 septembre 1990 | Afrique du Sud | MTN-Qhubeka             |  |
| Merhawi Kudus               | 23 janvier 1994   | Érythrée       | MTN-Qhubeka             |  |
| Louis Meintjes              | 21 février 1992   | Afrique du Sud | MTN-Qhubeka             |  |
| Adrien Niyonshuti           | 2 février 1987    | Rwanda         | MTN-Qhubeka             |  |
| Serge Pauwels               | 21 novembre 1983  | Belgique       | Omega Pharma-Quick Step |  |
| Youcef Reguigui             | 9 janvier 1990    | Algérie        | MTN-Qhubeka             |  |
| Kristian Sbaragli           | 8 mai 1990        | Italie         | MTN-Qhubeka             |  |
| Andreas Stauff              | 22 janvier 1987   | Allemagne      | MTN-Qhubeka             |  |
| Daniel Teklehaimanot        | 10 novembre 1988  | Érythrée       | MTN-Qhubeka             |  |
| Jay Robert Thomson          | 4 décembre 1986   | Afrique du Sud | MTN-Qhubeka             |  |
| Johann van Zyl              | 2 février 1991    | Afrique du Sud | MTN-Qhubeka             |  |
| Jacobus Venter              | 13 février 1987   | Afrique du Sud | MTN-Qhubeka             |  |
| Stagiaire                   | Date de naissance | Nationalité    | Équipe 2015             |  |
| Jayde Julius                | 27 août 1993      | Afrique du Sud | MTN-Qhubeka WCCA Feeder |  |

Portraits
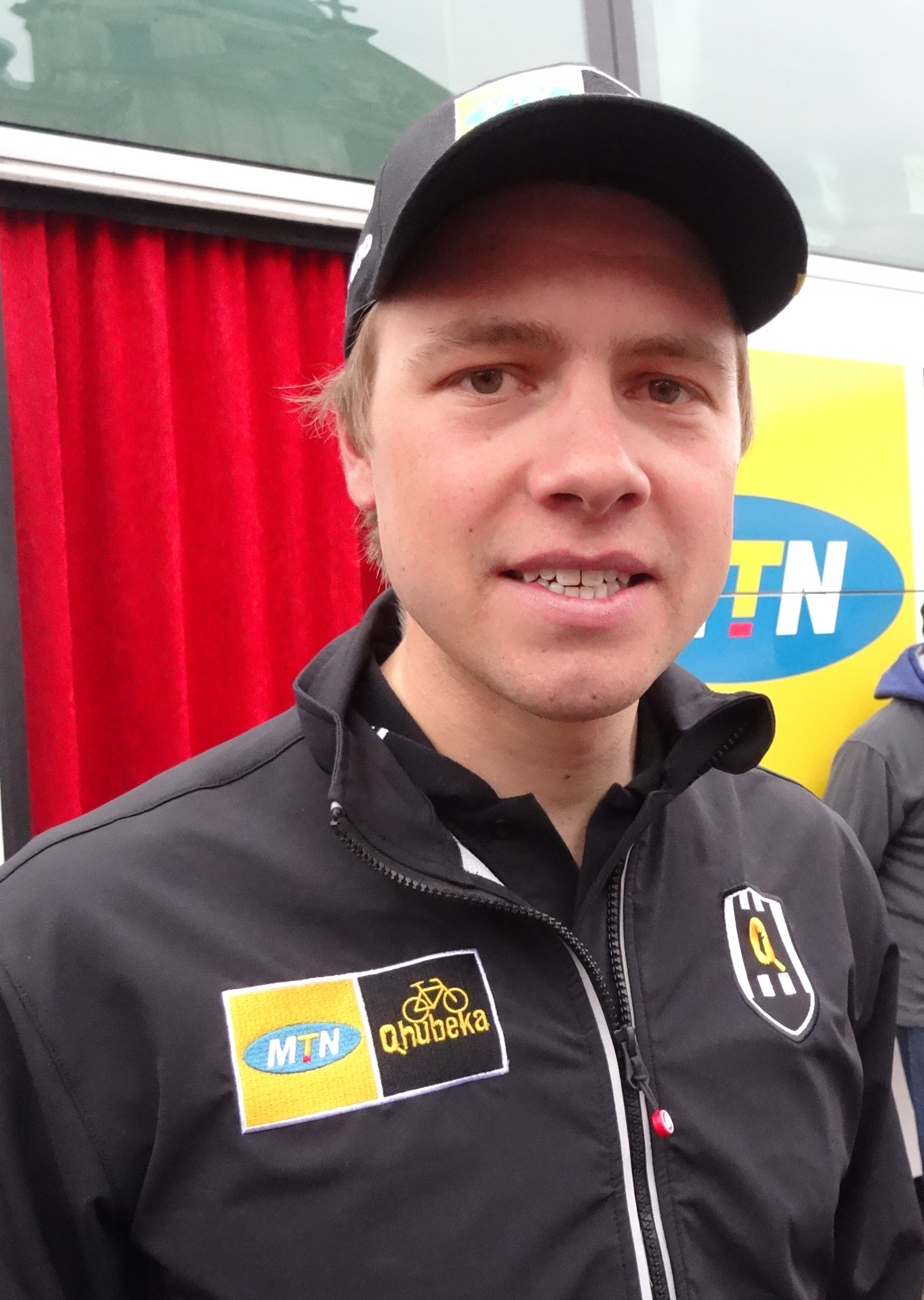
Edvald Boasson Hagen.
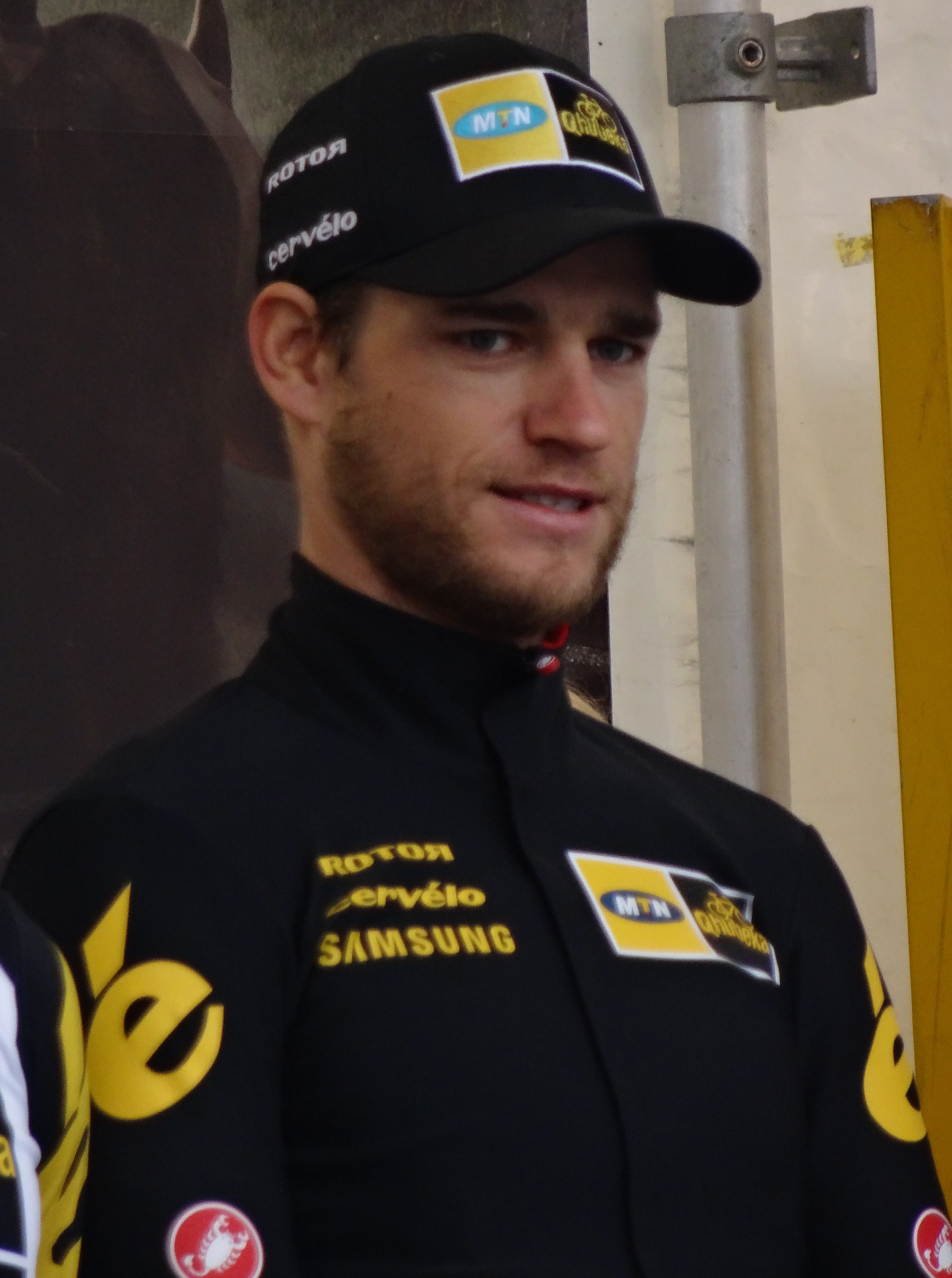
Theo Bos.
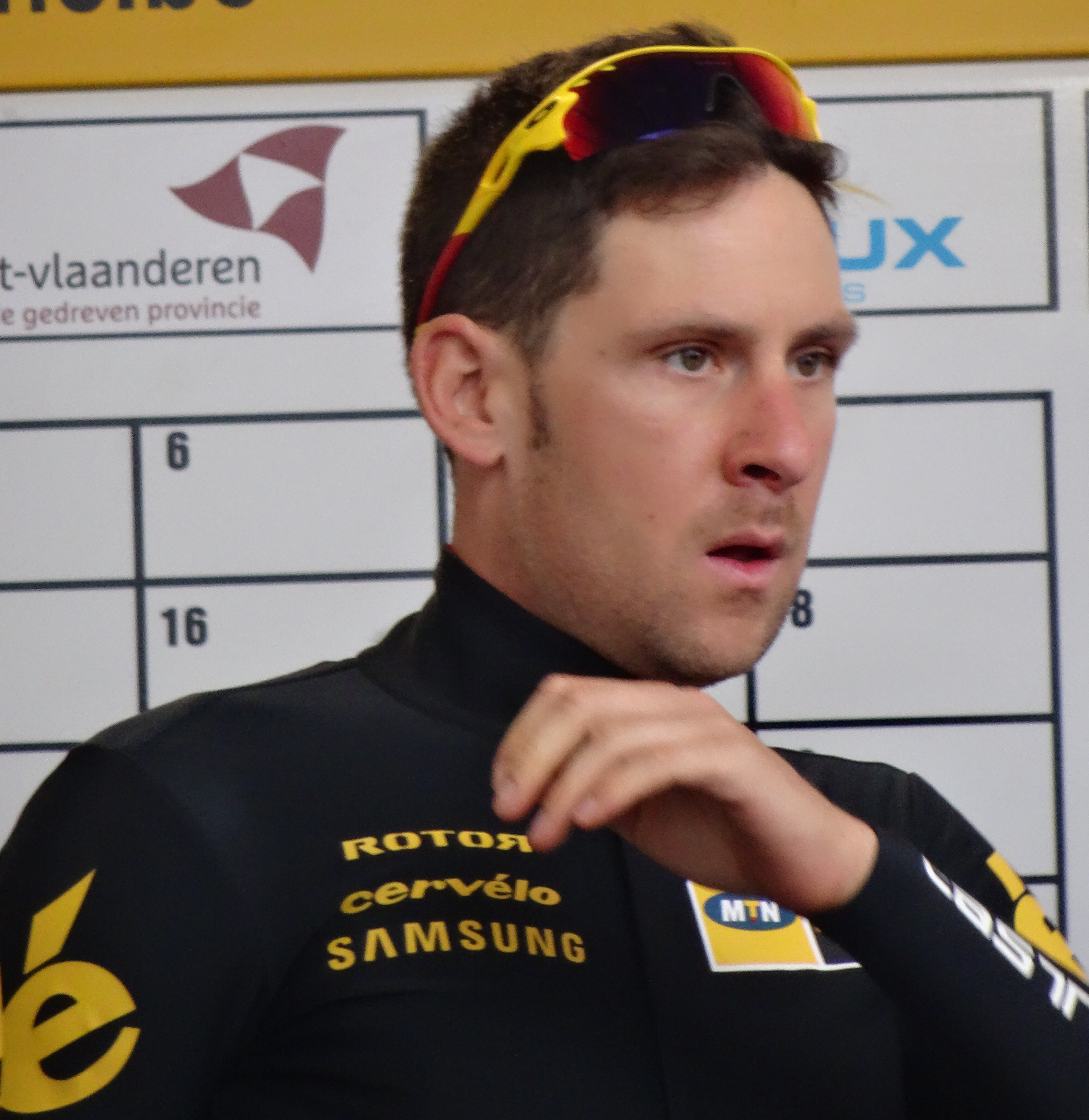
Matthew Brammeier.
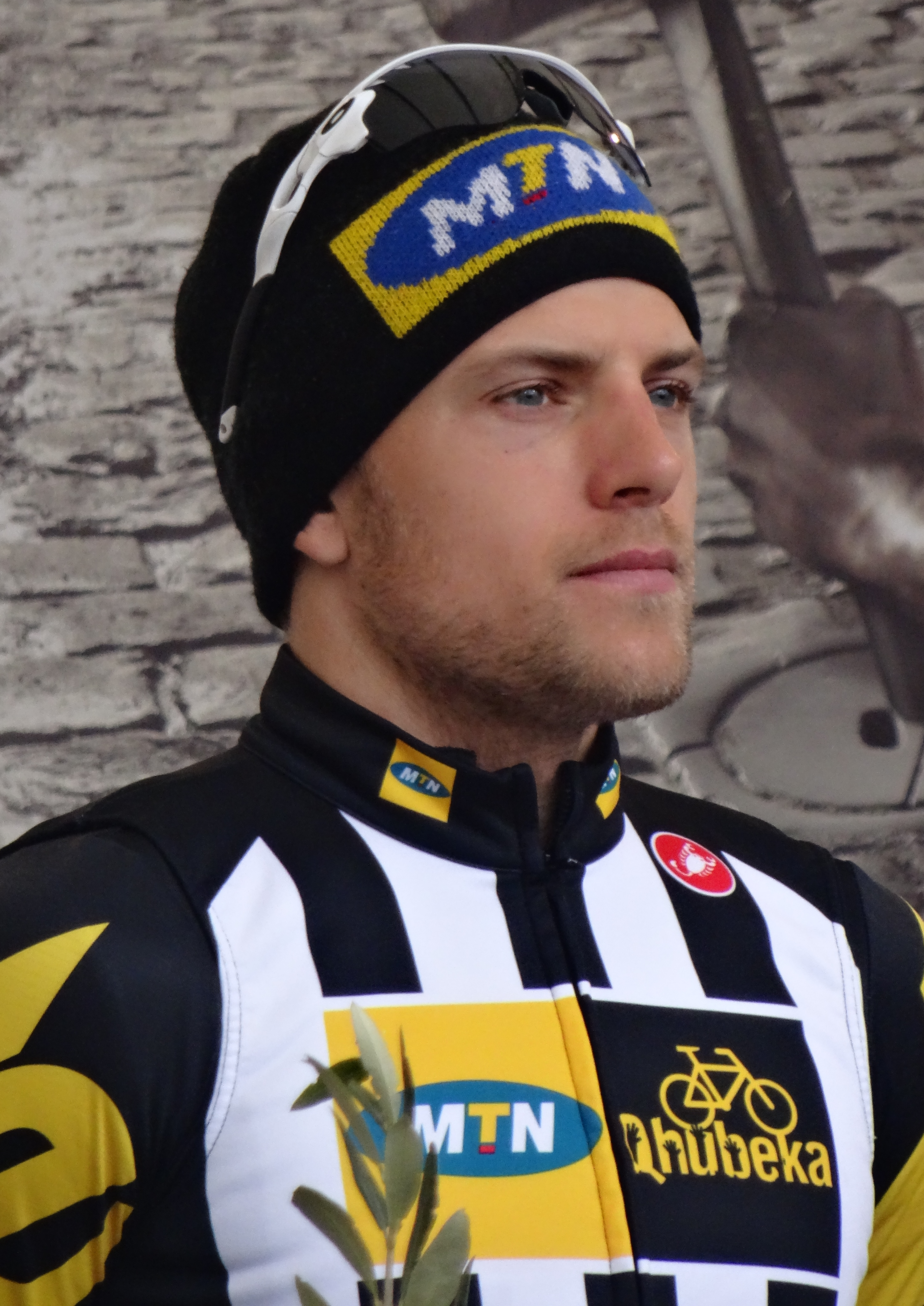
Gerald Ciolek.
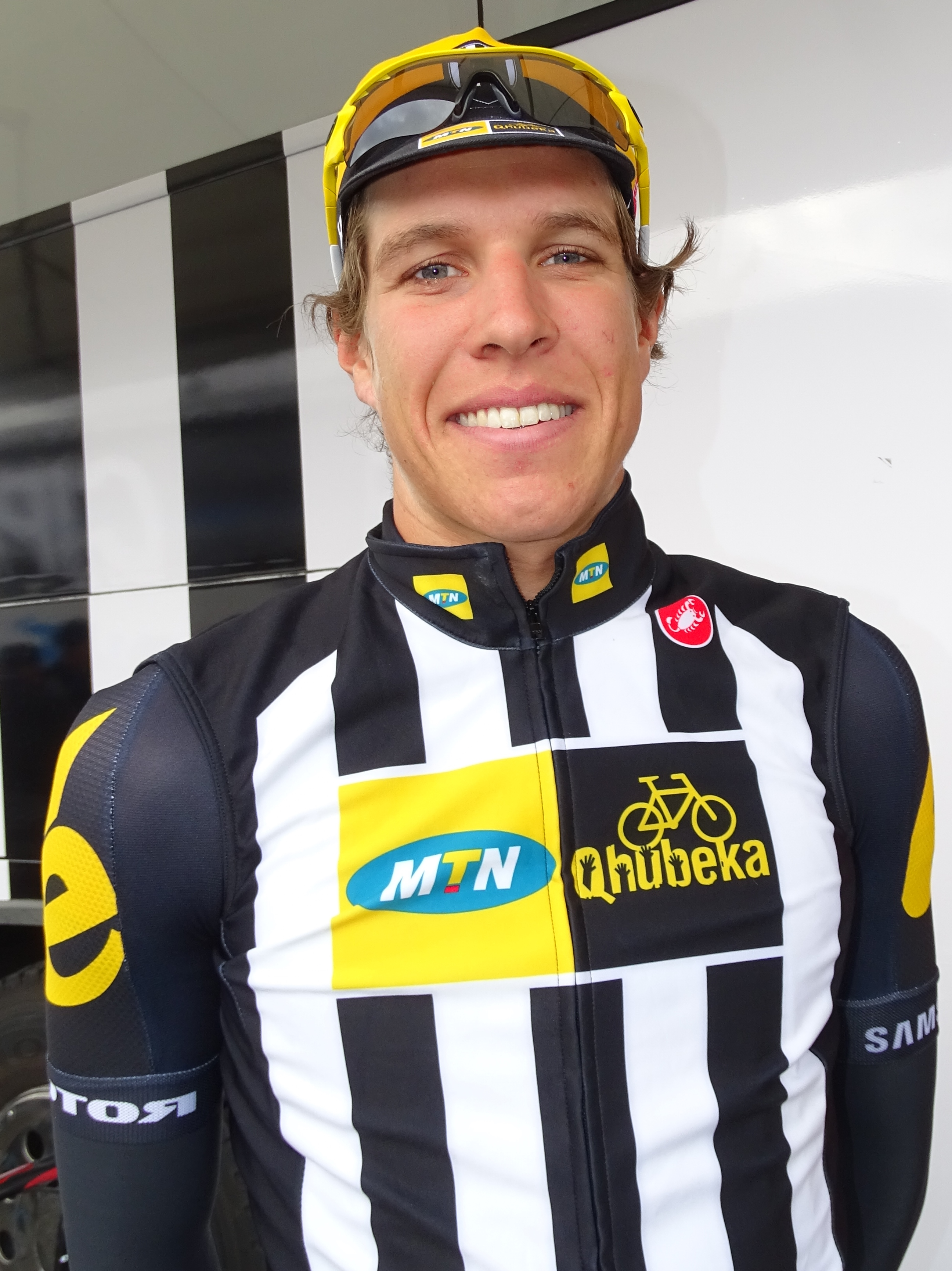
Nicolas Dougall.
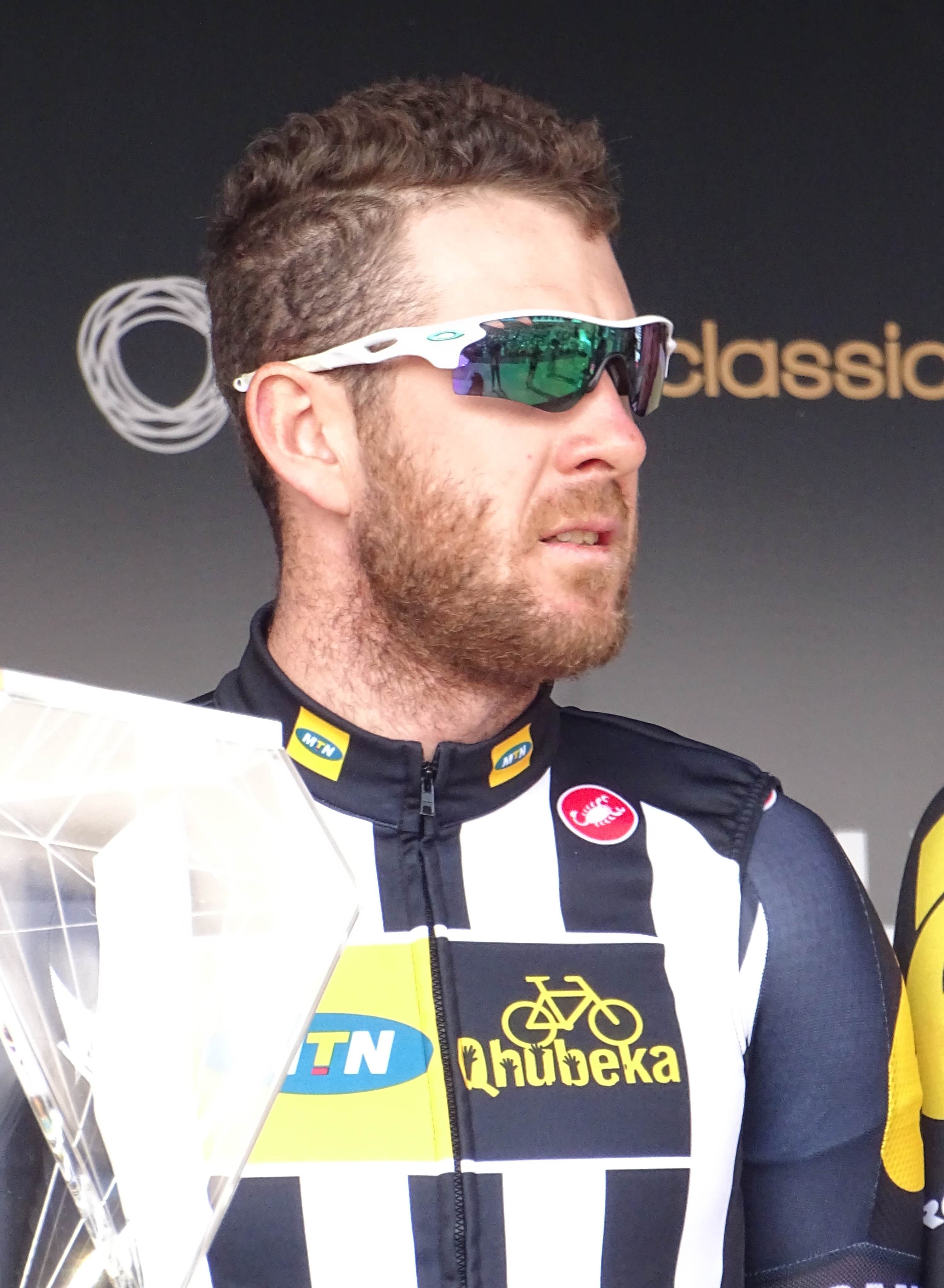
Matthew Goss.
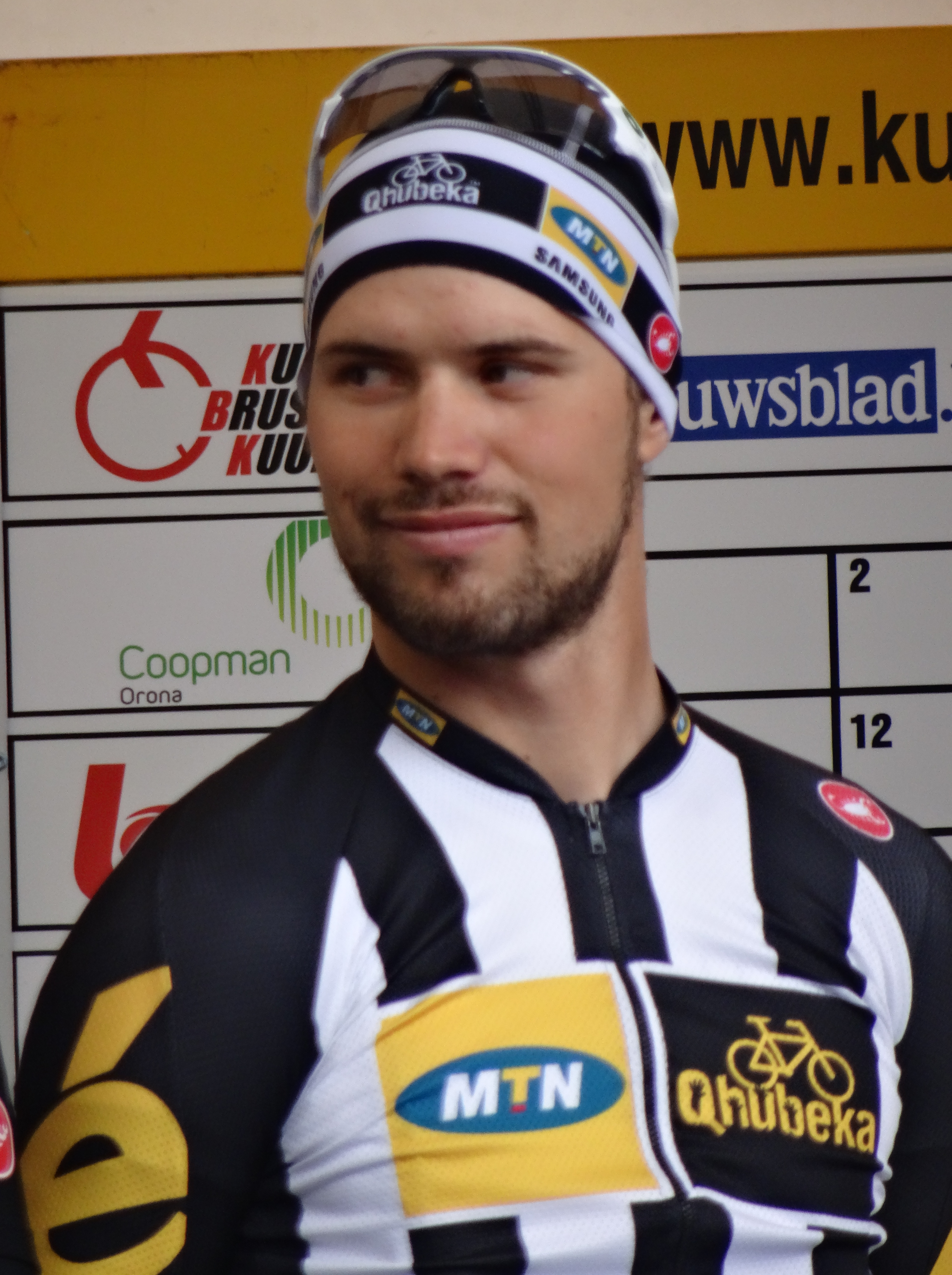
Reinardt Janse van Rensburg.
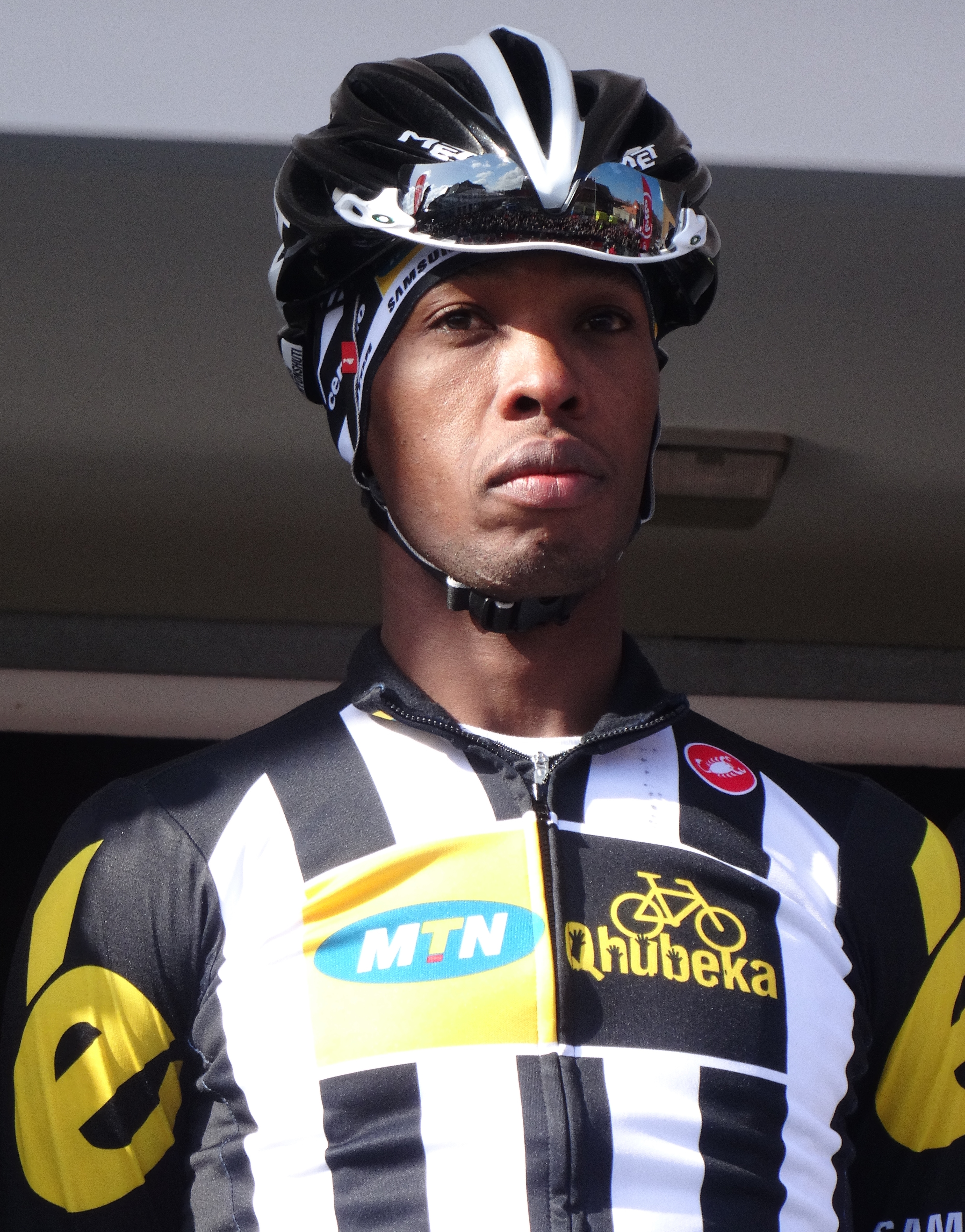
Adrien Niyonshuti.
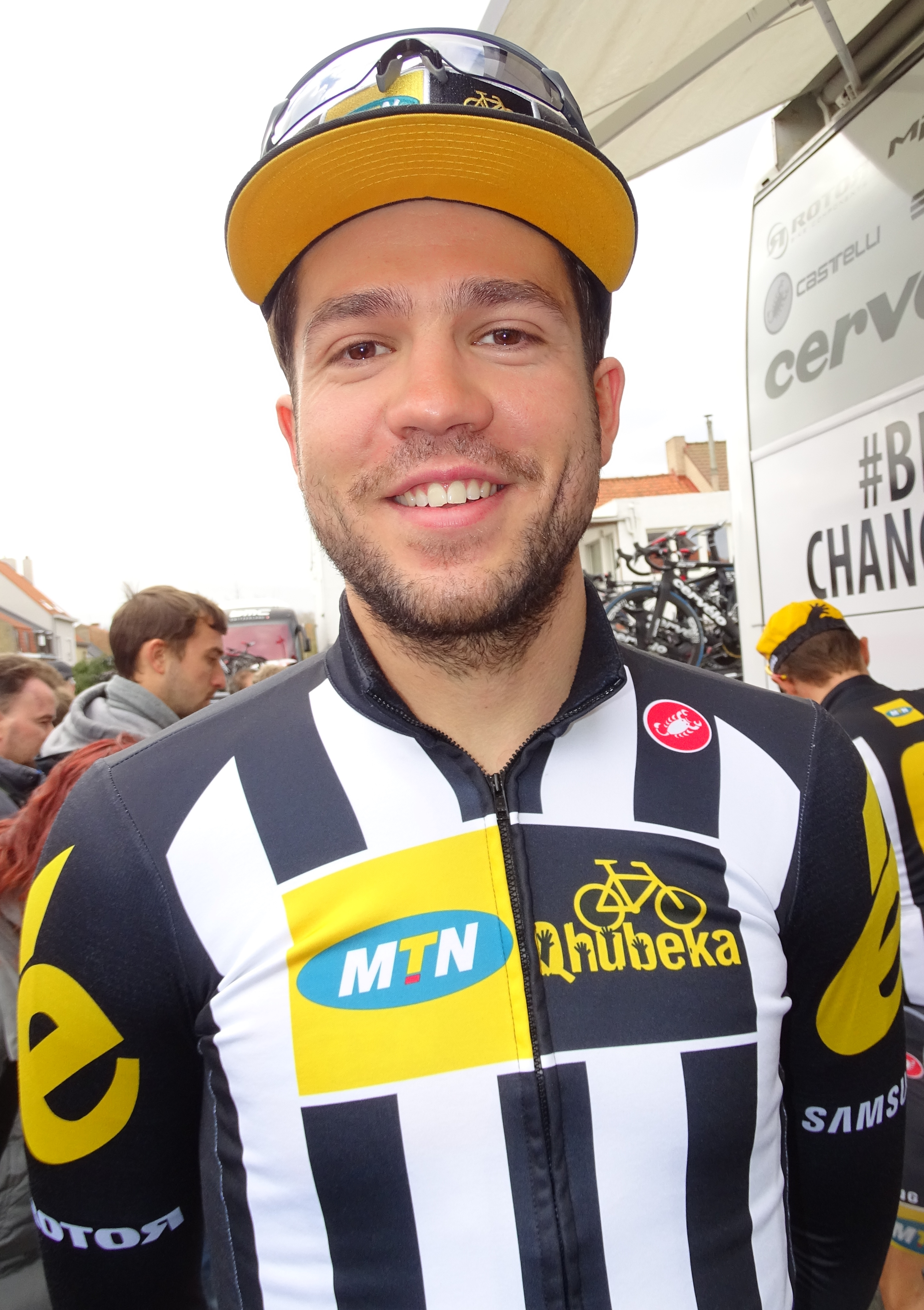
Andreas Stauff.
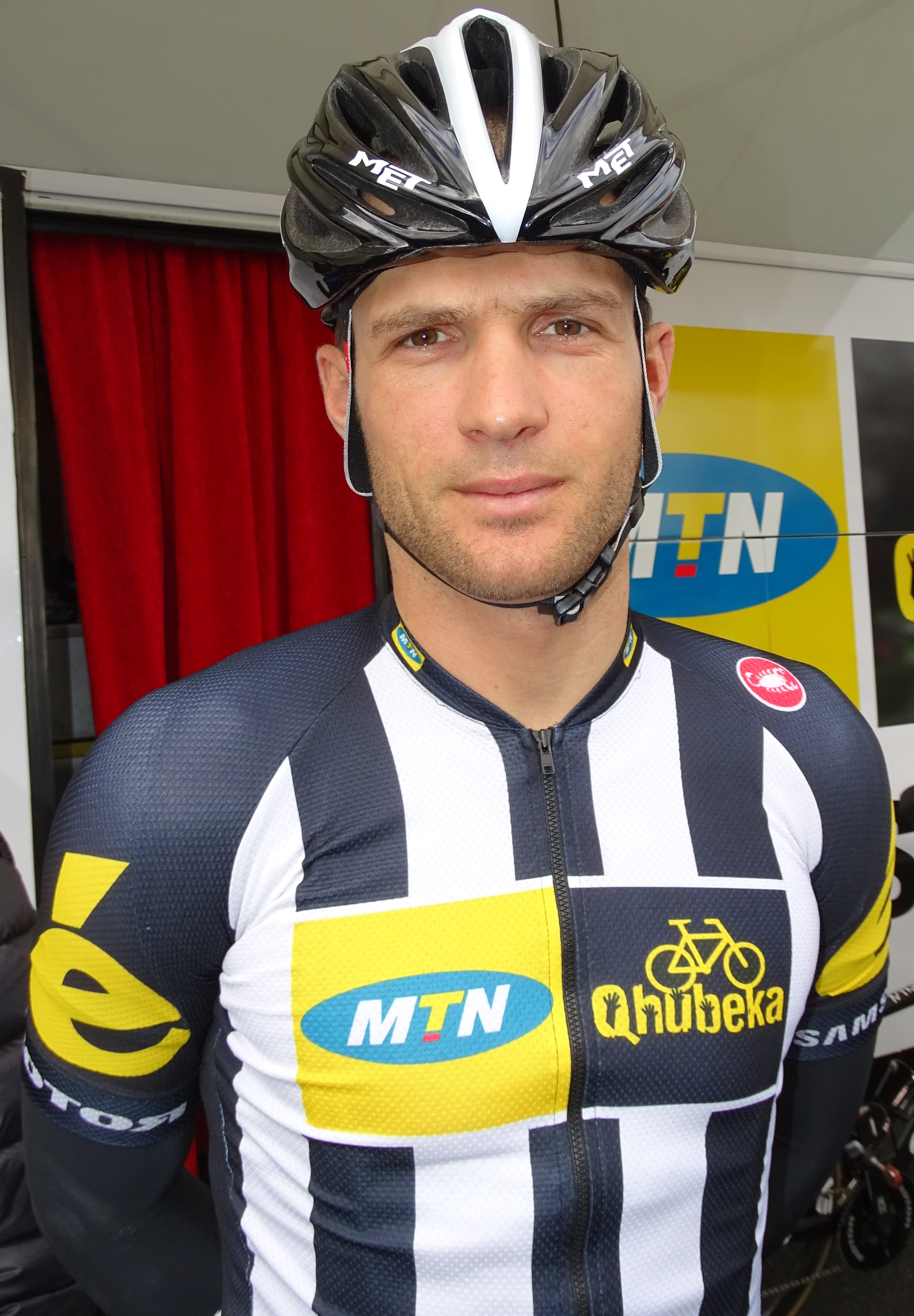
Jay Robert Thomson.
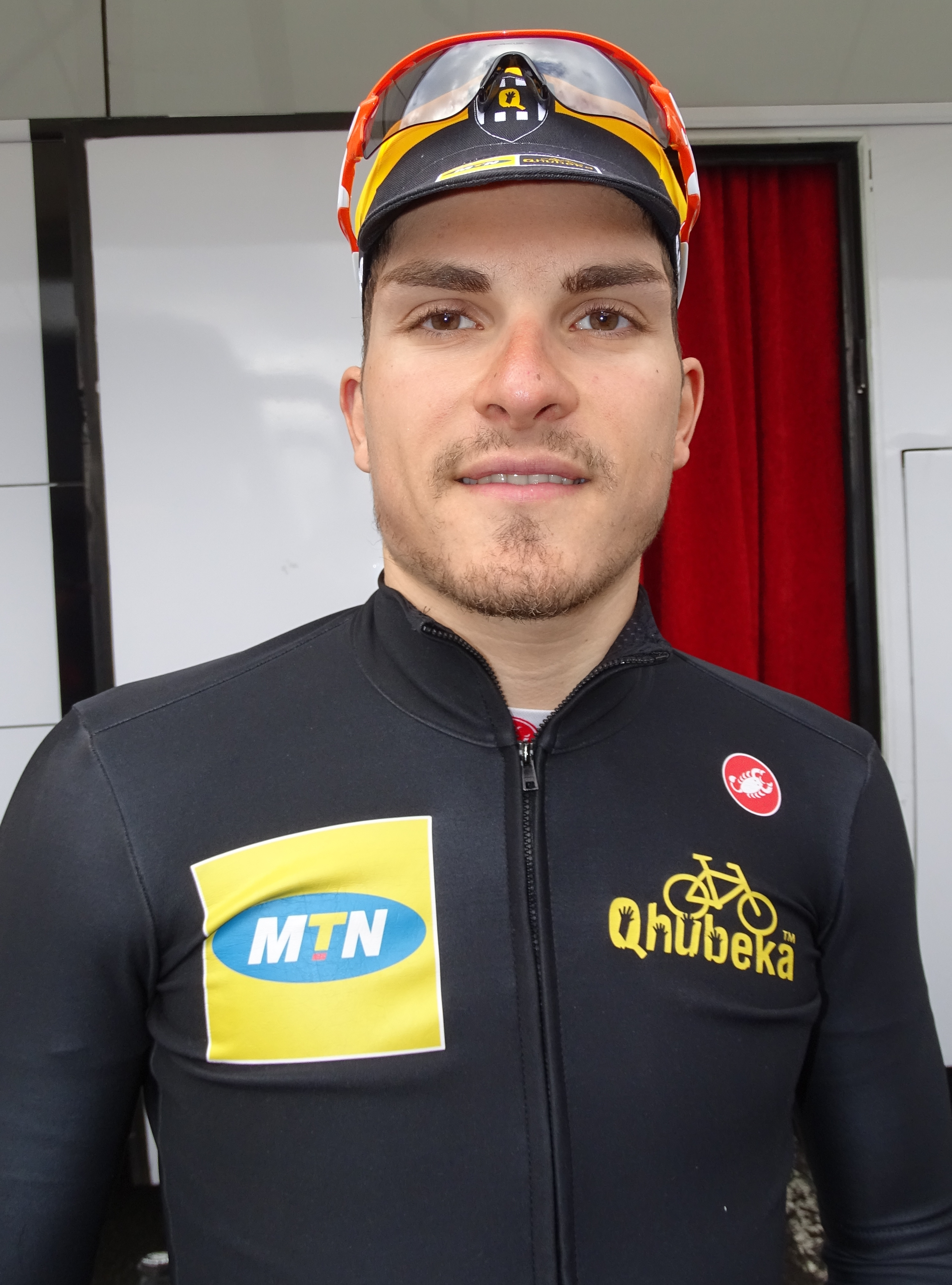
Kristian Sbaragli.
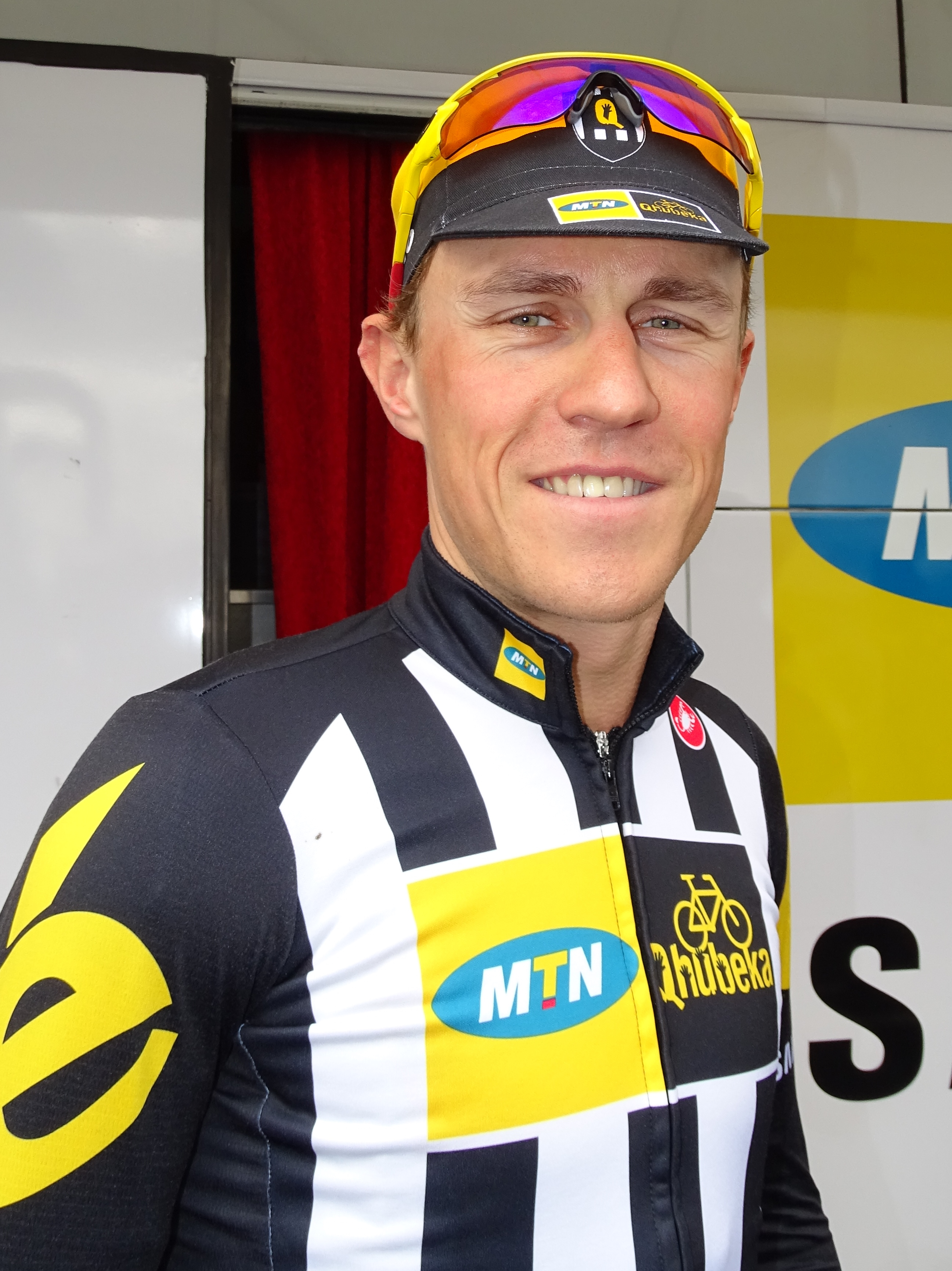
Serge Pauwels.
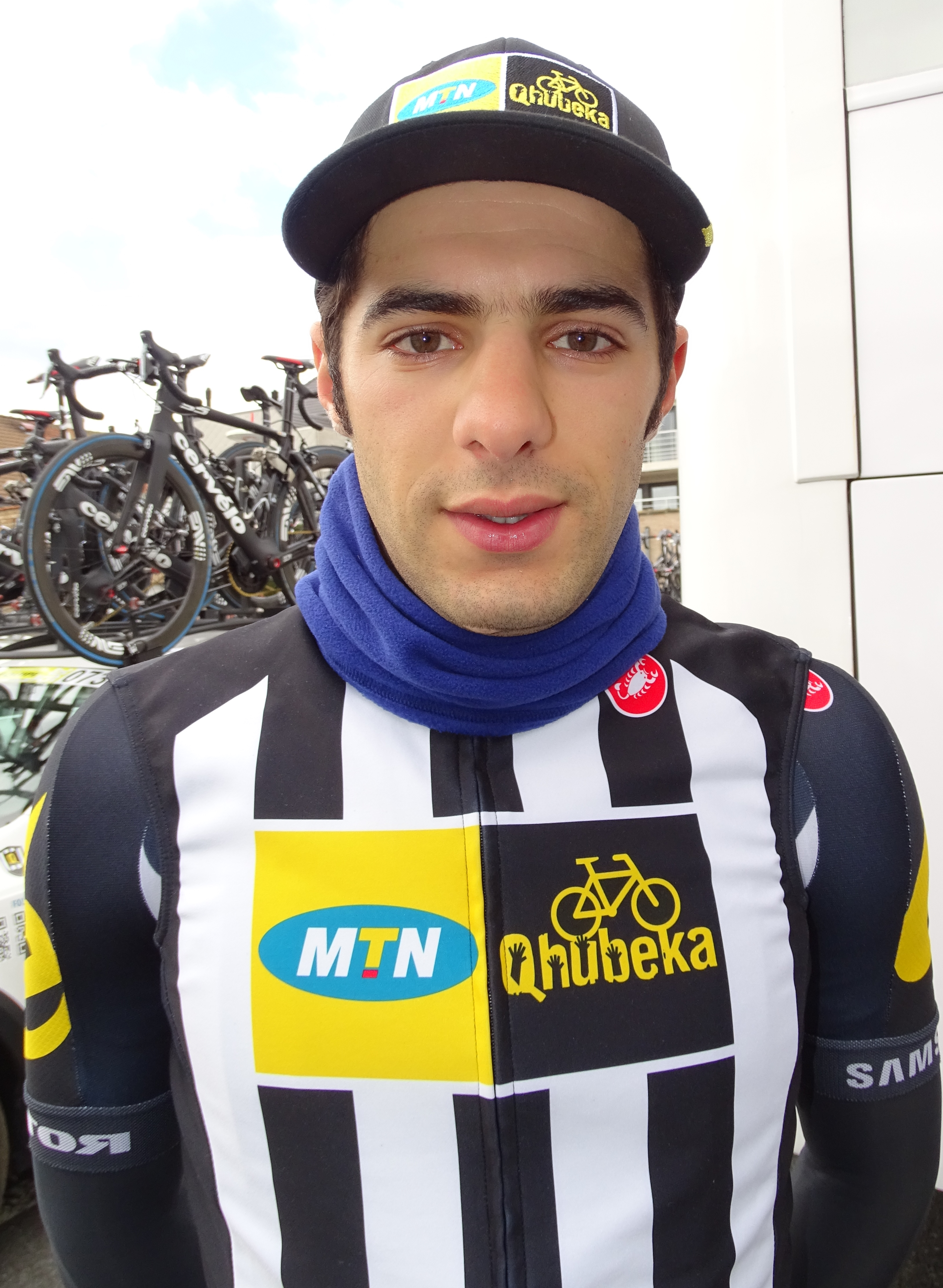
Youcef Reguigui.
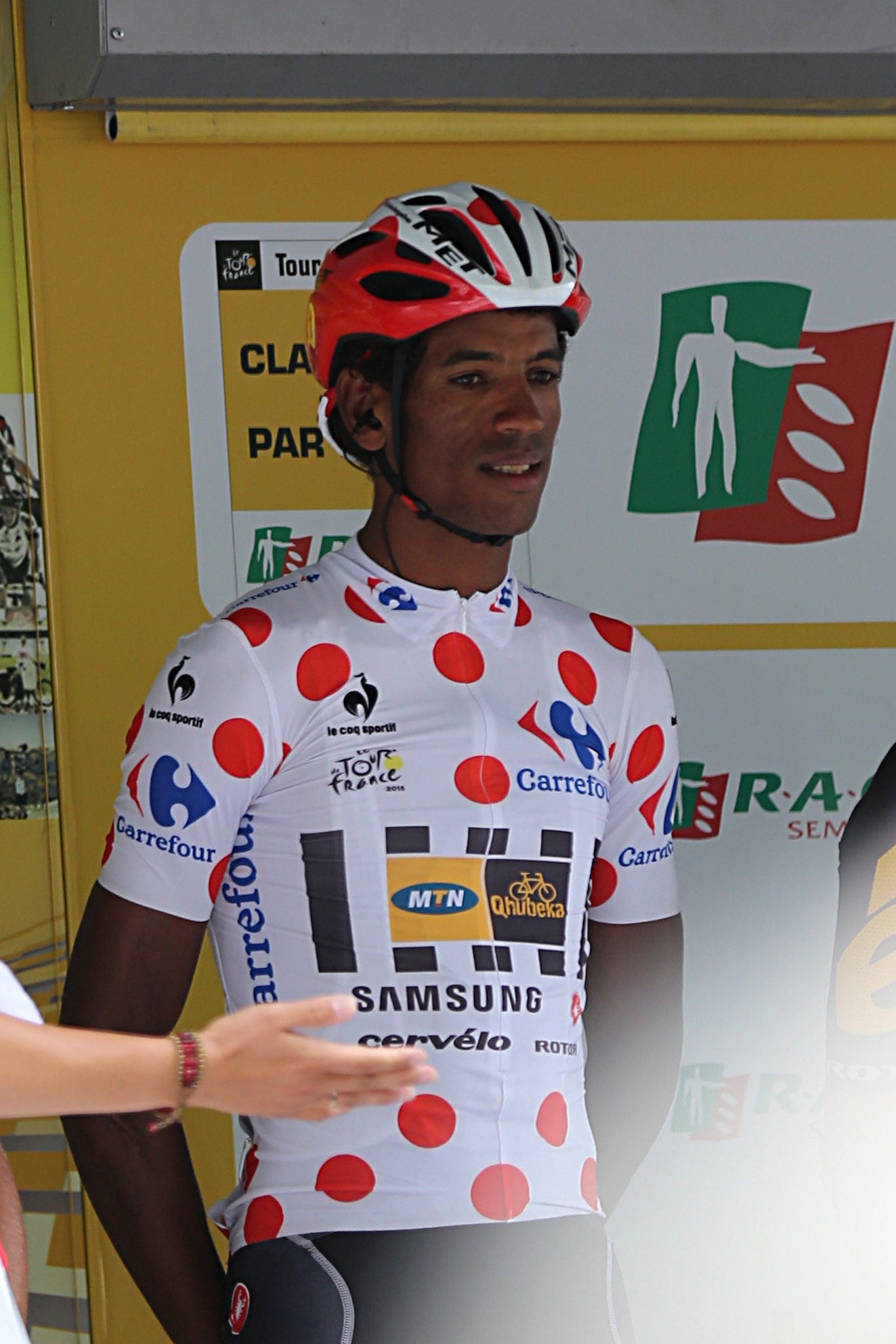
Daniel Teklehaimanot.

## Bilan de la saison

### Victoires
| Date       | Course                                                           | Pays           | Classe | Vainqueur                  |
| ---------- | ---------------------------------------------------------------- | -------------- | ------ | -------------------------- |
| 30/01/2015 | Trofeo Andratx-Mirador d'Es Colomer                              | Espagne        | 1.1    | Steve Cummings             |
| 07/02/2015 | Championnat d'Afrique du Sud sur route                           | Afrique du Sud | CN     | Jacques Janse van Rensburg |
| 14/03/2015 | 7e étape du Tour de Langkawi                                     | Malaisie       | 2.HC   | Youcef Reguigui            |
| 15/03/2015 | Classement général du Tour de Langkawi                           | Malaisie       | 2.HC   | Youcef Reguigui            |
| 28/03/2015 | 4e étape de la Semaine internationale Coppi et Bartali           | Italie         | 2.1    | Louis Meintjes             |
| 28/03/2015 | Classement général de la Semaine internationale Coppi et Bartali | Italie         | 2.1    | Louis Meintjes             |
| 31/05/2015 | 5e étape du Tour des Fjords                                      | Norvège        | 2.1    | Edvald Boasson Hagen       |
| 21/06/2015 | 5e étape du Ster ZLM Toer                                        | Pays-Bas       | 2.1    | Matthew Brammeier          |
| 25/06/2015 | Championnat de Norvège du contre-la-montre                       | Norvège        | CN     | Edvald Boasson Hagen       |
| 26/06/2015 | Championnat d'Érythrée du contre-la-montre espoirs               | Érythrée       | CN     | Merhawi Kudus              |
| 26/06/2015 | Championnat d'Érythrée du contre-la-montre                       | Érythrée       | CN     | Daniel Teklehaimanot       |
| 28/06/2015 | Championnat de Norvège sur route                                 | Norvège        | CN     | Edvald Boasson Hagen       |
| 28/06/2015 | Championnat d'Érythrée sur route                                 | Érythrée       | CN     | Natnael Berhane            |
| 09/07/2015 | 6e étape du Tour d'Autriche                                      | Autriche       | 2.HC   | Johann van Zyl             |
| 18/07/2015 | 14e étape du Tour de France                                      | France         | WT     | Steve Cummings             |
| 05/08/2015 | 2e étape du Tour du Danemark                                     | Danemark       | 2.HC   | Edvald Boasson Hagen       |
| 31/08/2015 | 10e étape du Tour d'Espagne                                      | Espagne        | WT     | Kristian Sbaragli          |
| 13/09/2015 | Classement général du Tour de Grande-Bretagne                    | Royaume-Uni    | 2.HC   | Edvald Boasson Hagen       |

### Résultats sur les courses majeures
Les tableaux suivants représentent les résultats de l'équipe dans les principales courses du calendrier international dans lesquelles l'équipe bénéficie d'une invitation. Pour chaque épreuve est indiqué le meilleur coureur de l'équipe, son classement ainsi que les accessits glanés par MTN-Qhubeka sur les courses de trois semaines.

#### Classiques
| Classique            | Milan-San Remo             | Tour des Flandres  | Paris-Roubaix      | Liège-Bastogne-Liège | Tour de Lombardie |
| -------------------- | -------------------------- | ------------------ | ------------------ | -------------------- | ----------------- |
| Coureur (classement) | Edvald Boasson Hagen (10e) | Tyler Farrar (58e) | Tyler Farrar (54e) | Louis Meintjes (11e) | Non invitée       |

#### Grands tours
| Grand tour           | Tour d'Italie | Tour de France                      | Tour d'Espagne                         |
| -------------------- | ------------- | ----------------------------------- | -------------------------------------- |
| Coureur (classement) | Non invitée   | Serge Pauwels (13e)                 | Louis Meintjes (10e)                   |
| Accessits            | -             | 1 victoire d'étape (Steve Cummings) | 1 victoire d'étape (Kristian Sbaragli) |

### Classements UCI

#### UCI Africa Tour
L'équipe MTN-Qhubeka termine à la 3e place de l'Africa Tour avec 471,02 points. Ce total est obtenu par l'addition des points des huit meilleurs coureurs de l'équipe au classement individuel,.
| Rang | Coureur                     | Points |
| ---- | --------------------------- | ------ |
| 16   | Louis Meintjes              | 115,67 |
| 26   | Jacques Janse van Rensburg  | 80     |
| 33   | Jay Robert Thomson          | 74,67  |
| 34   | Natnael Berhane             | 68,67  |
| 38   | Reinardt Janse van Rensburg | 59,67  |
| 57   | Daniel Teklehaimanot        | 37,67  |
| 82   | Merhawi Kudus               | 22,67  |
| 129  | Adrien Niyonshuti           | 12     |

#### UCI America Tour
L'équipe MTN-Qhubeka termine à la 17e place de l'America Tour avec 105 points. Ce total est obtenu par l'addition des points des huit meilleurs coureurs de l'équipe au classement individuel,.
| Rang | Coureur              | Points |
| ---- | -------------------- | ------ |
| 88   | Natnael Berhane      | 36     |
| 102  | Serge Pauwels        | 30     |
| 171  | Tyler Farrar         | 17     |
| 333  | Merhawi Kudus        | 7      |
| 367  | Johann van Zyl       | 6      |
| 397  | Steve Cummings       | 4      |
| 421  | Edvald Boasson Hagen | 3      |
| 447  | Matthew Goss         | 2      |

#### UCI Oceania Tour
L'équipe MTN-Qhubeka termine à la 9e place de l'Oceania Tour avec 14 points. Ce total est obtenu par l'addition des points des huit meilleurs coureurs de l'équipe au classement individuel, cependant seuls deux coureurs sont classés,.
| Rang | Coureur       | Points |
| ---- | ------------- | ------ |
| 26   | Tyler Farrar  | 11     |
| 57   | Serge Pauwels | 3      |